# روابط چین و هند

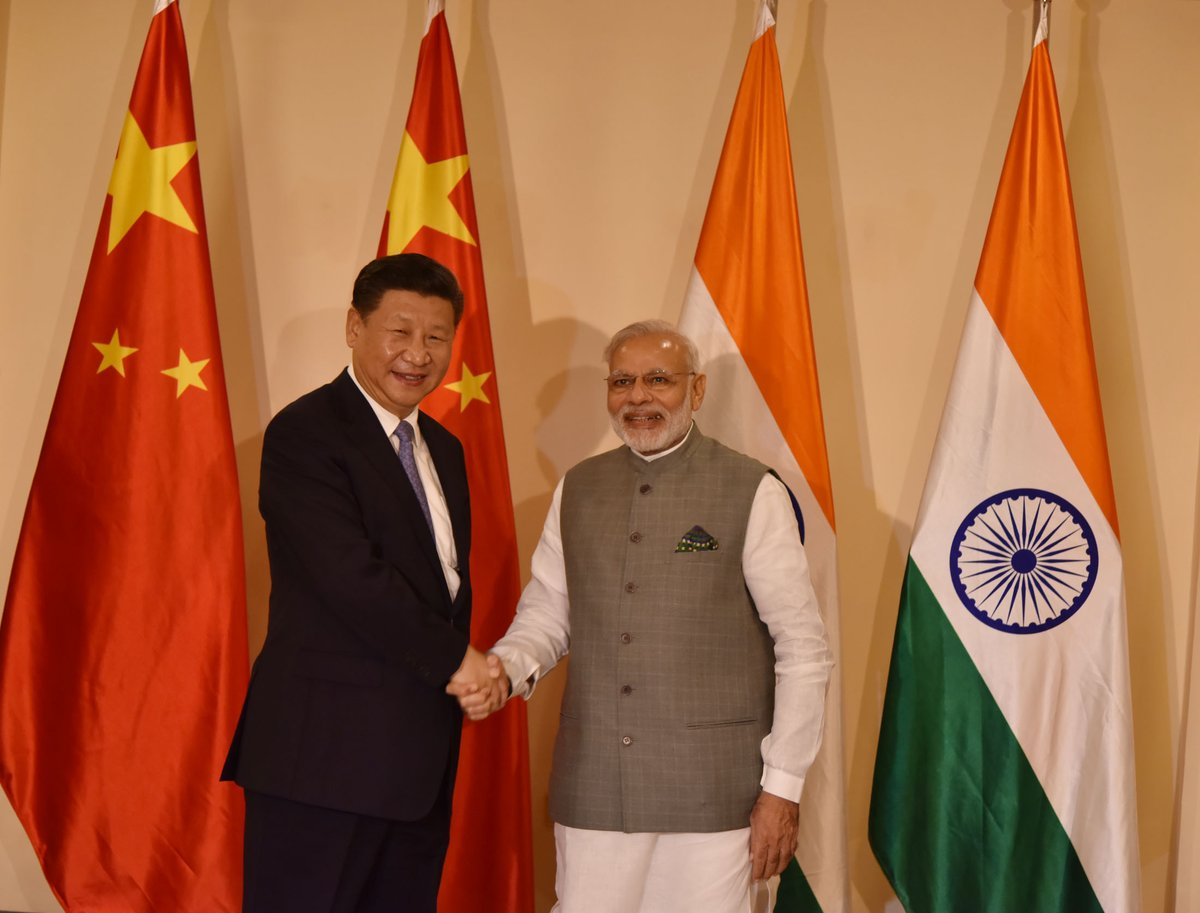
دیدار رییس جمهور چین و نخست وزیر هند

## تاریخ مناسبات بین چین و هند
هند و چین هر کدام جمعیتی بیشتر از یک میلیارد و دویست میلیون نفر جمعیت دارند. جمعیت هند از چین بیشتر است. هر دو کشور جزو سریعترین اقتصادهای دنیا هستند اما به‌طور کلی هند در ۳۰ سال گذشته از چین عقب افتاده است. چین در همه شاخصها از هند سبقت گرفته‌است؛ و این امر موجب نگرانی هند و آمریکا شده‌است.
در قاره آسیا یک بازی ۴ نفره بین چین، هند، ژاپن و ایالات متحده در جریان است. هند چند ماه قبل با رهبران چین برای رفع اختلافات مرزی وارد مذاکره شده بود. چین قصد دارد اتحاد ژاپن و آمریکا را دور زند و با دنبال کردن سیاست «دیپلماسی نامتقارن» جایگاه نوینی در عرصه جهانی برای خود به دست آورد. پروفسور یانگ بایون، کارشناس مرکز تحقیقات آسیا و اقیانوس آرام در دانشگاه بیدا در پکن می‌گوید: «ما با هند نقاط مشترک بسیاری داریم، از جمله تمدنی درخشان، دوران تحقیر استعماری و جمعیت زیاد» او با ارائه این فهرست می‌خواهد نشان دهد که بین این دو غول آسیایی تجانس بیش از تفاوت است.
بازگشایی گذرگاه‌های مرزی پس از تقریباً ۵۰ سال در سال ۲۰۰۶ نشانگر قدمی بزرگ به جلو در روابط بین چین و هند است. گذرگاه مرزی «ناتو لاً که در ارتفاع ۴۰۰۰ متری از سطح دریا واقع شده‌است، زمانی یکی از راه‌های ارتباطی معروف «جاده ابریشم» بوده‌است. مراسم افتتاح این گذرگاه در مرز بین دو کشور در ایالت شمالی «سیکم» هند و منطقه «تبت چین» برگزار شد. بازگشایی گذرگاه مرزی» ناتو لاً بین چین و هند چند روز پس از شروع رسمی فعالیت خط راه آهن شرق چین به تبت، صورت می‌گیرد.
کشور چین وهند روابط دوستانه‌ای دارند.

### دو کشور با بالاترین جمعیت در سطح جهان
۱، ۲ میلیارد در هند و ۱، ۳ میلیارد در چین سعی دارند رشته‌های مشترک تاریخی خود را به هم باز پیوند دهند. در قرن هجدهم این دو کشور به تنهایی نزدیک به نیمی از تولید جهانی را به خود اختصاص می‌دادند (۳۳٪

## تحولات روابط چین و هند
چین و هند از تمدنهای کهن و نخستین هستند و هزاران سال روابط فرهنگی و تجاری دارند اما هند پس از استقلال ۳ جنگ با چین داشته‌است؛ و مسابقه تسلیحاتی میان این دو وجود دارد.
پیوند آن‌ها بسیار ریشه دار است. حجم مبادلات بازرگانی دو طرف در سال ۲۰۰۷ حدود ۳۷ میلیارد دلار ارزیابی شده‌است. این رقم در دهه ۹۰ میلادی فقط در حدود ۲۵۰ میلیون دلار بود. مناسبات چین و هند با تجارت آغاز شد و نه با بودایئسم، بیش از دو هزار سال پیش عادتهای مصرفی هندی‌ها - به ویژه ثروتمندان هند- از نو آوریهای چین تأثیر پذیرفت». فرهنگ چین نیز، به ویژه در قرن ۶ و ۷ میلادی از ریاضیات و ستاره‌شناسی هند تأثیر پذیرفت، لذا تأثیرات متقابل بوده‌است.
هر دو کشور از قرن نوزدهم دچار افول صنعتی شدند و در قرن بیستم رقابت بین آن‌ها به اختلافات شدید (بر سر مسئله تبت) انجامید و حتی جنگهای مرزی درگرفت، در سال ۱۹۶۲ رقابت بر سر قدرت اتمی آغاز شد. در سال ۱۹۶۴ چین و ده سال بعد هندوستان به آن دست یافتند.
از بعد از جنگ سرد، دو کشور گفتگوها را از سر گرفتند و روابط تجاری خود را گسترش دادند. به خصوص به این دلیل که چین سعی دارد تأخیر فنی خود را در زمینه‌هایی که هند دارای قابلیت است، جبران کند: کامپیوتر (نرم‌افزار) و خدمات (مرکز تلفنی، حسابداری…). چین حتی پیشنهاد حذف هرگونه سد گمرکی را ارائه داده‌است. مقامات و کارفرمایان هندی در این رابطه احتیاط می‌کنند، چرا که تولید نا خالص ملی هند به سختی به یک سوم تولید نا خالص چین می‌رسد و چین هم‌اکنون بعد از ایالات متحده رده دومین صادر کننده جهانی به این کشور را بدست آورده‌است.
روابط بین این دو غول عمیقاً متحول شده‌است. نه تنها مذاکراتی در رابطه با مسائل مرزی آغاز گشته، بلکه قراردادهایی عمومی برای «همکاری استراتژیک» نیز ۲۰۰۵ به امضا رسیده‌است. چند ماه قبل از این تاریخ، نوامبر ۲۰۰۴، بیش از ۱۵۰۰ نفر از نیروی دریایی دو کشور مانور امنیتی مشترکی در چارچوب امنیت منطقه انجام دادند. از سوی دیگر دو کشور در اواخر سال ۲۰۰۷ اولین مانور مشترک نظامی خود را برگزار کردند. امری که تا ۳ سال قبل غیرقابل تصور بود. روابط صلح آمیز مستقر می‌شود بدون آنکه رقابت، چه در عرصه تجاری و چه در زمینه دیپلماتیک کاهش یابد. دهلی نو با تردستی از روابط هر روز تنگاتنگ ترش با واشینگتن استفاده می‌کند، ژوئیه ۲۰۰۵، آمریکا حتی پیشنهاد کرد مجازاتهایی را که در سال ۱۹۹۸ علیه هند به تصویب رسانده بود ملغی کند و در زمینه استفاده از انرژی اتمی غیرنظامی با این کشور همکاری نماید. دوستی جدید «هند و آمریکا» موجب نگرانی چین است.

## مقایسه هند و چین
|                                | جمهوری هند | جمهوری خلق چین |
| ------------------------------ | --- | --- |
| Population                     | 1,210,193,422 | 1,339,724,852 (2010 Census) |
| Area                           | 3,287,240 km² (1,269,210 sq mi) | 9,640,821 km² (3,704,427 sq mi) |
| Population density             | 382/km² (922/sq mi) | 139.6/km² (363.3/sq mi) |
| پایتخت                         | دهلی | پکن |
| شهرهای کلان                    | مومبای | شانگهای |
| دولت                           | جمهوری فدرال، Parliamentary democracy | Socialist, نظام تک‌حزبی |
| Official languages             | Hindi, English, Assamese, Bengali, Gujarati, زبان کانارا، Kashmiri, زبان کونکانی، زبان مالایالم، Marathi, Manipuri, Nepali, Oriya, Punjabi, زبان سانسکریت، Tamil, Telugu and زبان اردو (See Languages with official status in India) | چینی استاندارد (Mandarin), Mongolian, Tibetan, Uyghur, Zhuang (See Languages of China)                                                              |
| دین‌های بزرگ                    | Hindu (80.5%), Muslim (13.4%), Christian (2.3%), Sikh (1.9%) Buddhist (0.8%), Jain (0.4%) other religions (0.6%) see also Religion in India                                                                                          | >10% each: non-religious, folk religions and Taoism, Budhism. <10% each: ethnic minority religions, Christianity, Islam. See also Religion in China |
| GDP (nominal)(2012)            | US$1.825 trillion | US$8.227 trillion |
| GDP (nominal) per capita(2012) | US$۱٬۵۰۰ | US$۶٬۱۰۰ |
| GDP (PPP)(2012)                | US$4.761 trillion | US$12.610 trillion |
| GDP (PPP) per capita(2012)     | US$۴٬۱۴۸ | US$۱٬۰۰۲۷ |
| Human Development Index        | 0.554 (medium) | 0.699 (medium) |
| Foreign exchange reserves      | 287,897 (millions of USD) | 3,515,738 (millions of USD) |
| Military expenditures          | US$45.785 billion (2.5% of GDP) | US$166.107 billion (2012) (2.0% of GDP) |
| Manpower                       | Active Troops: 1,325,000 (1,155,100 Reserve personnel) | Active Troops: approximately 2,285,000 (800,000 Reserve Personnel)                                                                                  |